# Fratelli di Crozza
Fratelli di Crozza è un programma televisivo italiano di genere satirico, in onda su Nove dal 3 marzo 2017 e condotto da Maurizio Crozza. La prima puntata è stata trasmessa in simulcast anche sugli altri canali del gruppo Discovery Italia: Real Time, DMAX, Giallo e Focus.
È basato sul format inaugurato dal comico genovese con Crozza Italia (2006-2009) e proseguito con Italialand (2009-2011) e Crozza nel Paese delle Meraviglie (2012-2016), andati in onda su LA7.
Il programma è disponibile in live streaming ed è possibile rivedere tutti gli episodi completi su Discovery+, la piattaforma OTT del gruppo Discovery Italia. Va in onda dallo studio 6 del Centro di Produzione Soul Movie di Milano, in Via Mestre 19, dal 2022 non più in diretta ma in leggera differita.
A causa dell'utilizzo dello stesso studio di Che tempo che fa, che deve eseguire le prove tecniche della messa in onda domenicale, il programma viene registrato il venerdì pomeriggio per poi essere messo in onda il venerdì sera e non è più trasmesso in diretta.

## Promozione
Il programma è stato pubblicizzato a partire dal 27 gennaio 2017. Le puntate della stagione televisiva 2016-2017 sono state preannunciate da tre sketch in cui Maurizio Crozza si confronta con le sue imitazioni riguardo al cambio di canale, poi con un finto provino tra imitatori di Crozza e infine con il comico genovese coricato sul letto del fortunato programma Undressed. Poi è stato preannunciato con un video dove Crozza imita il presidente della Puglia Michele Emiliano e uno dove imita Maurizio Belpietro.
Il programma, in occasione dell'inizio della stagione televisiva 2017-2018, è stato pubblicizzato ad agosto con un video di Maurizio Crozza che dipinge con la bomboletta spray la scritta del suo programma, preannunciando tre nuovi personaggi: Marco Minniti, Vittorio Feltri e Giuliano Pisapia. Infine è stato preannunciato un nuovo personaggio in una foto di un post del comico su Facebook: Luigi Di Maio.
All'inizio della seconda stagione, quella del 2018, i tre nuovi personaggi pubblicizzati sono stati Carlo De Benedetti, Beppe Severgnini e Sting.
Il 28 settembre 2018 è cominciata la seconda parte di stagione, pubblicizzata con le nuove imitazioni di Danilo Toninelli, Giuseppe Conte, Leone Lucia Ferragni (il figlio di Fedez e Chiara Ferragni) e Simone Pillon. Infine il comico ha pubblicato un video dove imita Matteo Salvini che si affaccia da Palazzo Venezia come Benito Mussolini.
All'inizio della terza stagione, quella del 2019, le nuove imitazioni sono state quelle dell'imprenditore Alberto Forchielli e dell'onorevole Carlo Calenda. Infine è stata pubblicizzata una parodia della canzone dei Queen Bohemian Rhapsody dove Matteo Salvini, Luigi Di Maio, Danilo Toninelli e Giuseppe Conte cantano l'attualità del governo.
Il 27 settembre 2019 è cominciata la seconda parte. Crozza promuove il programma con uno spot con Giuseppe Conte nel trailer di The New Pope e uno di Matteo Renzi travestito da Joker. Le nuove imitazioni sono Roberto Gualtieri, Plácido Domingo, Jovanotti, Luciano Benetton e Brunello Cucinelli.
Il 28 febbraio 2020 comincia la quarta stagione, caratterizzata dall'assenza di pubblico in studio a causa delle misure di contenimento per la pandemia di COVID-19.

## Edizioni
| Edizione | Conduzione      | Periodo           | Periodo          | Puntate |
| Edizione | Conduzione      | Inizio            | Fine             | Puntate |
| -------- | --------------- | ----------------- | ---------------- | ------- |
| 1ª       | Maurizio Crozza | 3 marzo 2017      | 26 maggio 2017   | 24      |
| 1ª       | Maurizio Crozza | 22 settembre 2017 | 8 dicembre 2017  | 24      |
| 2ª       | Maurizio Crozza | 16 febbraio 2018  | 18 maggio 2018   | 24      |
| 2ª       | Maurizio Crozza | 28 settembre 2018 | 7 dicembre 2018  | 24      |
| 3ª       | Maurizio Crozza | 22 febbraio 2019  | 24 maggio 2019   | 24      |
| 3ª       | Maurizio Crozza | 27 settembre 2019 | 6 dicembre 2019  | 24      |
| 4ª       | Maurizio Crozza | 28 febbraio 2020  | 26 giugno 2020   | 22      |
| 4ª       | Maurizio Crozza | 18 settembre 2020 | 11 dicembre 2020 | 22      |
| 5ª       | Maurizio Crozza | 19 febbraio 2021  | 28 maggio 2021   | 24      |
| 5ª       | Maurizio Crozza | 24 settembre 2021 | 10 dicembre 2021 | 24      |
| 6ª       | Maurizio Crozza | 18 febbraio 2022  | 20 maggio 2022   | 24      |
| 6ª       | Maurizio Crozza | 23 settembre 2022 | 16 dicembre 2022 | 24      |
| 7ª       | Maurizio Crozza | 24 febbraio 2023  | 12 maggio 2023   | 22      |
| 7ª       | Maurizio Crozza | 22 settembre 2023 | 1º dicembre 2023 | 22      |
| 8ª       | Maurizio Crozza | 23 febbraio 2024  | 10 maggio 2024   | 22      |
| 8ª       | Maurizio Crozza | 27 settembre 2024 | 6 dicembre 2024  | 22      |
| 9ª       | Maurizio Crozza | 21 febbraio 2025  | 16 maggio 2025   | 11      |

## Critica
L'esordio di Fratelli di Crozza ha suscitato perplessità: secondo Aldo Grasso, giornalista del Corriere della Sera, l'inizio non è stato entusiasmante, poiché "Maurizio Crozza ha tenuto tre lezioni sulla televisione, sul giornalismo e sulla politica e [...] le lezioni, inevitabilmente, sono sempre lunghe, tirate e soprattutto noiose. [...] La questione principale resta ancora in sospeso. È Discovery che deve adeguarsi al nuovo acquisto o è Crozza che deve adeguarsi alla rete?". Per Davide Maggio, redattore del sito omonimo, "Maurizio Crozza se l'è cantata da solo. Peccato, però, che non ci fosse ritmo. [...] A differenza di quello che ci saremmo aspettati, Crozza è partito pianissimo e con una scaletta poco efficace. Risultato: la noia. [...] Occorre dare ordine ad un format collaudato e capire cosa il comico genovese voglia fare del suo one man show". Per Francesco Specchia, giornalista di Libero, Maurizio Crozza ha sbagliato a cambiare canale, finendo vittima di una perdita di visibilità.
Nel prosieguo, tuttavia, il programma di Crozza ha riscosso rinnovati apprezzamenti: sempre Aldo Grasso ha spiegato che la bravura del comico "[...] è quella di personificare, e non fare delle semplici imitazioni. Lui entra dentro la psicologia del personaggio: da Feltri a Renzi sotto la maschera del Joker. L'unico pericolo - seppure sempre più allontanato nel corso degli anni - è quello di cedere un po' all'ideologia nei monologhi. E l'ideologia cozza contro la satira e contro l'ironia. Perciò va bene così. Più sta lontano dall'ideologia e meglio è".

### Reazioni
Il 7 marzo 2017 l'ex sindaco della città di Rovigo, Massimo Bergamin, ha definito Crozza, sentendosi tirato in causa, "un ricco fighetto radical chic" per aver inscenato un finto collegamento nella città di Rovigo durante l'imitazione del programma Dalla vostra parte andata in onda nella prima puntata. Crozza ha risposto al sindaco durante la seconda puntata del programma dicendo: «Io me la prendo con chi strumentalizza la questione degli immigrati in tv, non con i Rovigotti. Io amo Rovigo e tutto il Veneto».
Il 27 ottobre 2017 l'ex presidente della regione Lombardia Roberto Formigoni ha risposto alla sua imitazione nello show del comico affermando che l'accusa di aver ricevuto tangenti sotto forma di vacanze di gruppo è falsa.
Il 13 aprile 2018 Crozza ha attaccato pesantemente il difensore della Juventus Medhi Benatia per aver definito "uno stupro" il rigore subito dalla sua squadra nei minuti di recupero del ritorno dei quarti di finale di UEFA Champions League 2017-2018 contro il Real Madrid. Il 16 aprile il calciatore ha risposto insultando il comico tramite il suo profilo Instagram.
Il 29 aprile 2018 il fumettista satirico della Stampa (ed ex direttore de L'Unità) Sergio Staino ha attaccato Crozza, definendolo "un bullo", per aver accusato l'editorialista del quotidiano la Repubblica Michele Serra di avere opinioni classiste e aporofobiche per il contenuto di un suo articolo sul tema del bullismo. Successivamente l'imitatore è stato difeso dal vignettista Stefano Disegni, il quale ha dichiarato: «Crozza è un bravo interprete satirico, non certo un bullo. Il limite tra satira e bullismo sta nel sadismo di quest'ultimo. Il satiro è in fondo un moralista, che molto presuntuosamente attraverso le sue battute vuole dare un contributo al miglioramento morale della società».
Il 12 ottobre 2018 il ministro Giovanni Tria ha manifestato apprezzamento per l'imitazione riservatagli da Crozza, ironizzando sul fatto che avrebbe cambiato gli occhiali da vista per mettere il comico in difficoltà.
Il 28 ottobre 2020 l'ingegnere Mattia Binotto, direttore della Scuderia Ferrari, ha dichiarato di essere divertito dalle imitazioni di Crozza nei suoi riguardi, riconoscendo che sdrammatizzano la difficile stagione della scuderia italiana nel campionato mondiale di Formula 1 2020.